# 散沫花
指甲花，又名散沫花、海蒳，是千屈菜科散沫花属下唯一一个种。原產於非洲、南亞及澳大拉西亞的熱帶與亞熱帶地區，在澳大拉西亞主要分佈於北部的半乾旱地帶。
植株為大灌木或小喬木，株高約二至六公尺。葉對生，無毛，近無柄，葉緣全緣，葉形為橢圓形至寬披針形，葉長1.5-5.0公分，葉寬0.5-2公分，葉先端為漸尖形。在雨季開始時，植株會快速的生長，長出新的枝葉，而後生長會逐漸減緩，在乾旱期或寒冷的季節，葉子會逐漸變黃，然後掉落。花有四片萼片，萼片長約0.5公分，在基部合成筒狀，花萼筒長0.2公分，花瓣白色或紅色。子房四室，花柱直立，花柱長約0.5公分。果實小，果徑約0.4-0.8公分，每一個果實內約有32-49粒種子，果實為褐色的蒴果，成熟時會裂開為四瓣，開裂呈不規則狀。

## 栽培與用途
指甲花含有一種紅橙色的染料分子，稱為指甲花醌（lawsone），這種成分與蛋白質有很好的親和力，常被用來做為皮膚、頭髮、指甲、皮革、絲與羊毛的染料使用。指甲花的葉子、果實及種子都含有指甲花醌，其中又以葉子的含量較高，而葉柄則是指甲花醌含量最高的地方。指甲花的原產地為熱帶的稀樹草原與乾旱地帶，當溫度在攝氏35～45度時，指甲花醌的產量最高，溫度低於攝氏11度時，生長會減緩，攝氏5度以下的低溫會使植株凍死。
印度西部、巴基斯坦、摩洛哥、葉門、伊朗、蘇丹及利比亞是指甲花商業栽培的重要產地。拉賈斯坦邦的巴利區是印度指甲花的重要生產地區，光是在索贾特就有超過一百家以上的指甲花處理工廠。
指甲花有很多種用途，最普遍的用法就是作為頭髮、皮膚與指甲的染色劑，也可以作為布匹與皮革的染料及防腐劑；指甲花也有抗真菌的作用，可以做為藥草使用。印度在公元400年左右的法院案卷、羅馬帝國時期的羅馬、共存時期的西班牙，都有使用指甲花作為染髮劑的記錄。埃及在公元前16世紀時的醫學文獻埃伯斯纸草卷以及公元14世紀時伊本·卡因姆·嘉伍茲亞所寫的醫書，都已有使用指甲花作為藥草的記載。在摩洛哥，指甲花作為觀賞植物及染料使用，做為羊毛、鼓皮及各種皮件的染色劑。指甲花也有驅除害蟲及抗霉菌的作用。
美國食品及藥物管理局並未核准指甲花的產品可以直接使用在皮膚上，只有當作染髮劑使用的相關產品才可以輸入到美國國內。美國尚未許可使用指甲花作為人體彩繪（body art）的原料，在當地以指甲花來做人體彩繪是違法的行為，因此進口至美國的相關製品都會被扣押沒收。

## 過敏反應

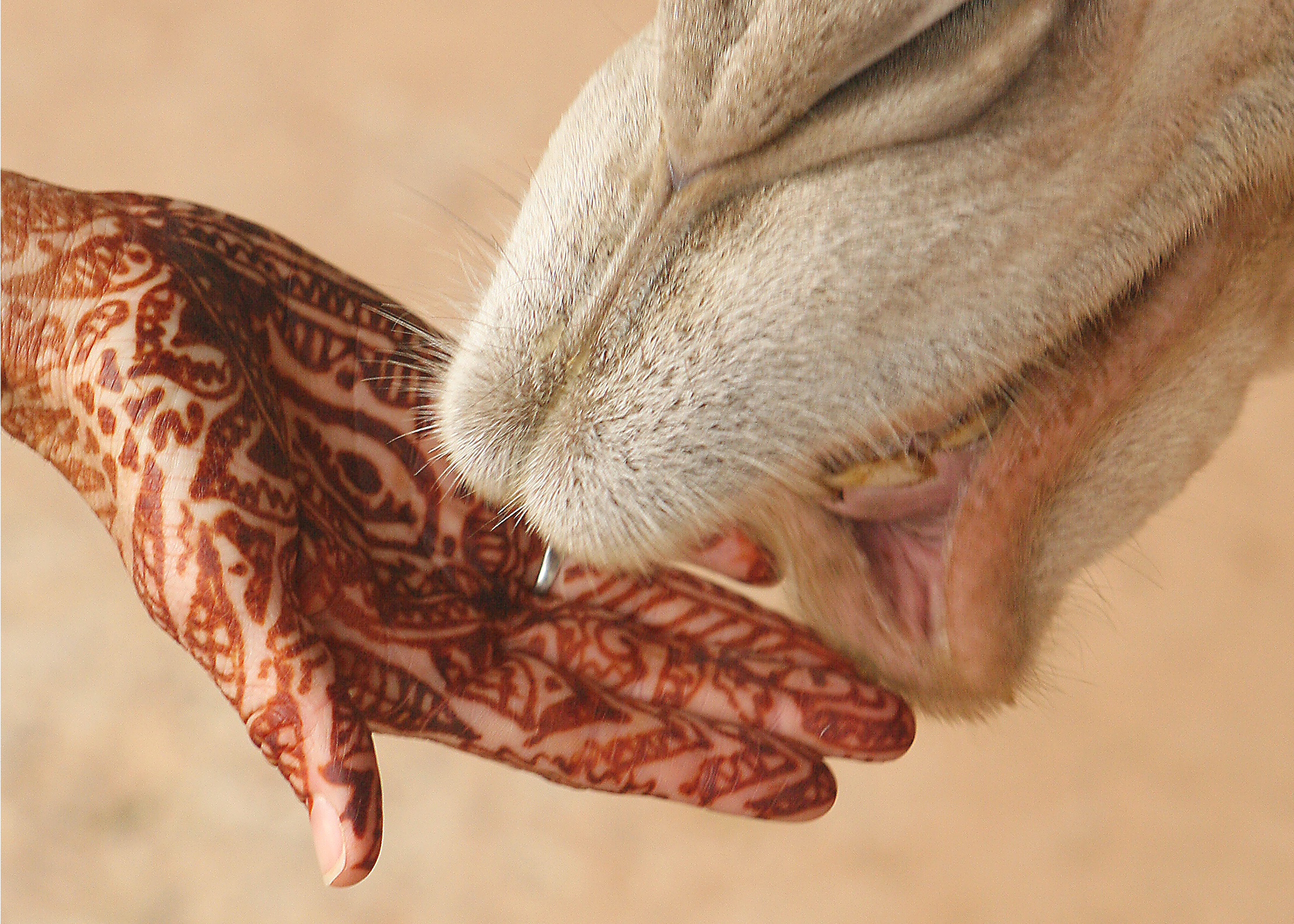
手部彩繪圖案

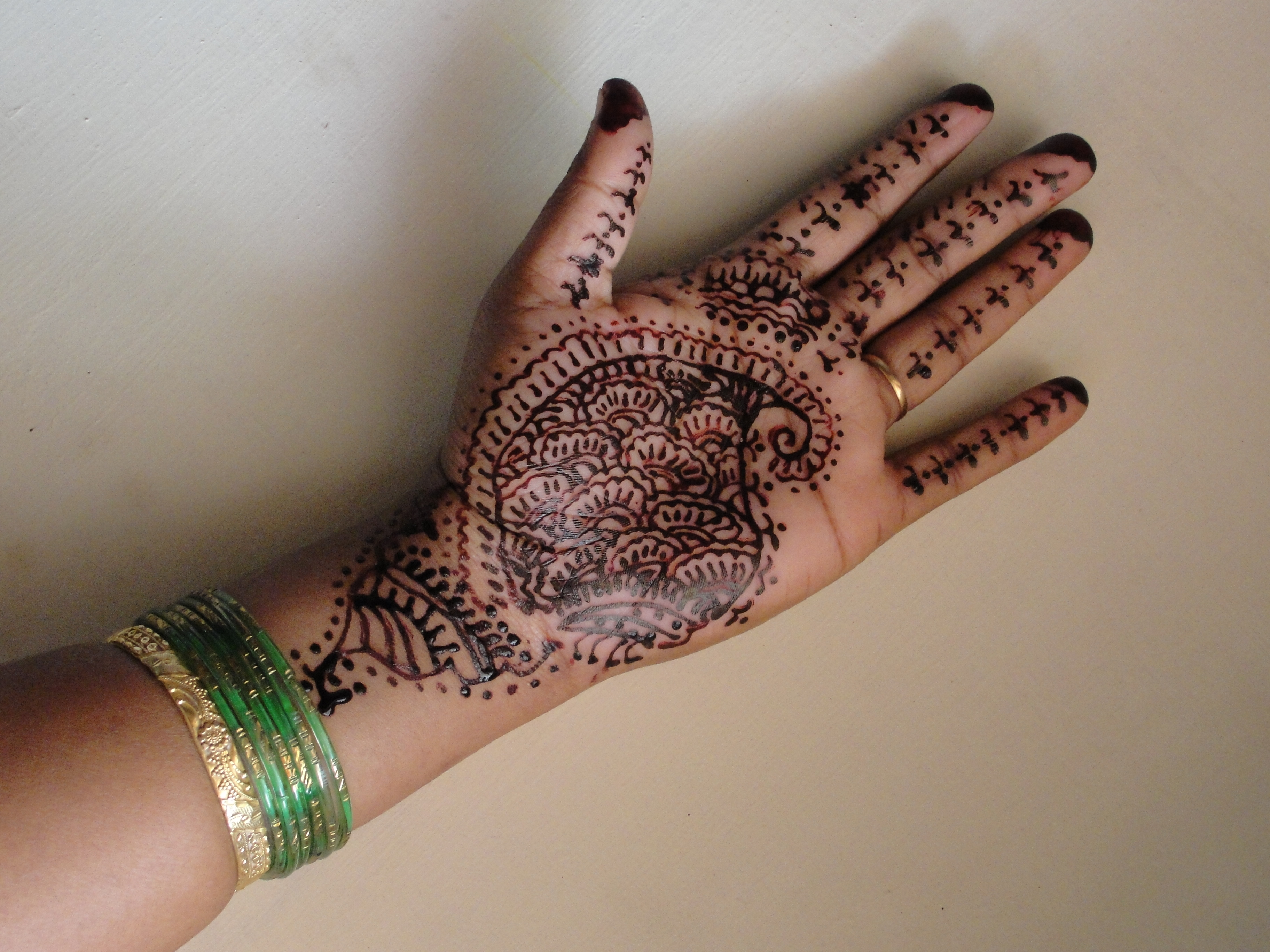

天然的指甲花通常不會引起使用者的過敏反應，只有極少數的人會對指甲花產生過敏的現象，這些過敏反應通常在使用後數小時就會出現，過敏時的症狀包括有皮膚搔癢、呼吸短促、胸部有壓迫感等症狀。某些人產生過敏的反應，並不是由指甲花所引起的，有可能是對和指甲花一起使用的混合溶液，如精油或是檸檬汁產生過敏而引發的。
蠶豆症是一種遺傳性的疾病，有蠶豆症的人不可以使用指甲花，因為指甲花醌會使蠶豆症患者產生溶血反應。對有蠶豆症的兒童，大量的使用指甲花塗抹在頭皮、手掌或腳底等，會引起嚴重的溶血危象，並可能危及患者的生命。患有蠶豆症的人，不可以服用指甲花，蠶豆症患者攝取食用指甲花，會有生命的危險。

## 文獻
1. ↑  Kumar S., Singh Y. V., & Singh, M. (2005). Agro-History, Uses, Ecology and Distribution of Henna (Lawsonia inermis L. syn. Alba Lam). Henna Cultivation, Improvement and Trade 11-12. Jodhpur, India: Central Arid Zone Research Institute
2. ↑  Singh, M., Jindal, S. K., Kavia, Z. D., Jangid, B. L., & Khem Chand (2005). Traditional Methods of Cultivation and Processing of Henna. Henna, Cultivation, Improvement and Trade: 21-14. Jodhpur, India: Central Arid Zone Research Institute
3. ↑  . Секреты красоты. Женские секреты красоты и здоровья.   [2025-02-11]. （原始内容存档于2025-01-25） （ru-RU）.
4. ↑  Bosoglu A., Birdane F., and Solmaz H., 1998 The Effect of Henna (Folium Lawsonia) Paste in Ringworm in Calves Department of Internal Medicine, Faculty of Veterinary Medicine, Selcuk University, Konya, Turkiye Indian Veterinary Journal 75, January
5. ↑  Auboyer, J. (1965). Daily Life in Ancient India from 200 BC to 700 AD. London: Phoenix Press.
6. ↑  Fletcher R., 1992 Moorish Spain Henry Holt and Company, New York
7. ↑  Bryan, C. Ancient Egyptian Medicine: The Papyrus Ebers Ares Publishers Inc First published London 1930 Chicago 1974
8. ↑  Al-Jawziyya, I. Q. translation by Johnstone, P. (1998). Medicine of the Prophet. Cambridge, UK: The Islamic Texts Society
9. ↑  . （原始内容存档于2007年8月18日）.
10. ↑  . （原始内容存档于2007-08-10）.
11. ↑  Henna causes life threatening hemolysis in glucose-6-phosphate dehydrogenase deficiency P Raupp, J Ali Hassan, M VArughese, B Kristiansson Archives of Disease in Childhood Volume 85 Issue 5 2001 Pages 411-412.